# 胡宗道
胡宗道（1454年—1520年），字守正，陝西鳳翔府扶風縣人，軍籍，明朝政治人物。

## 生平
成化七年（1471年）辛卯科陝西鄉試第五名舉人，十七年（1481年）中式辛丑科會試第二百七十八名，二甲第九十一名進士。授戶部主事，遷員外郎、郎中，出為湖廣襄陽府知府，正德四年（1509年）任直隸真定府知府，擢四川布政司參政，升四川左布政使，以平流賊之功，升俸一級，進應天府府尹。宸濠之乱起，明武宗執意南征，地方供應數以萬計。胡宗道應接不暇，以憂懼卒。

## 家族
曾祖胡亨；祖父胡仝，贈光祿寺署正；父胡恭，光祿寺丞。母李氏（封安人）。具庆下。